# نماء سابق للولادة
نماء ما قبل الولادة هو عملية مراحل تطور الجنين أثناء الحمل منذ لحظة الإخصاب وحتى الولادة
بعد الإخصاب تنتقل البويضة الملقحة عبر قناة فالوب حتى تصل للرحم لتنغرس فيه، في الوقت نفسه تنقسم البويضة الملقحة إلى عدة خلايا تشبه حبة التوت، الجزء الداخلى من هذه الخلايا تُكّون الجنين، والجزء الخارجي من هذه الخلايا تُكّون الأغشية التي تحيط بالجنين لتغذيته وحمايته. 

## الإخصاب
عندما يتسرب السائل المنوي إلى المهبل، ووصول الحيوانات المنوية عن طريق عنق الرحم والرحم إلى قناتي فالوب . وعندما يقوم الحيمن بتلقيح البويضة وتسمى تلك المرحلة بالتسميد أو الإخصاب والتي تحدث عادة في قناة فالوب. ولكي تتم هذه المرحلة يجب أن تتعاون الحيوانات المنوية لاختراق سمك الجدار الذي يحيط بالبويضة. الحيوانات المنوية الأولى التي تخترق بشكل كامل في البيضة تتبرع بمادتها الوراثية ( DNA ). وينجح حيمن واحد فقط في الوصول واختراق جدار البويضة وتلقيحهاوتبدأ مرحلة تبادل المعلومات والاندماج مع الخلية الانثوية، عندها تصدر اشارات من البويضة تمنع دخول أي حيمن آخر، ثم تبدأ رحلة نمو الجنين والتي تستمر 4 أيام إلى ان يصل إلى تجويف الرحم ويلتصق به وعندها تبدأ مرحلة تكوين الجنين.
قبل الإخصاب، تحتوي كل بويضة على كامل الجينوم البشري. وبالمثل، تحتوي كل النطفة مجموعة كاملة من الصبغيات الجسمية (44 اوتوسوم +كروموسومين نوعX للأنثى)و(44 اوتوسوم + كروموسوم نوعX وكروموسوم نوعY للذكر). والبيضة الملقحة الناتجة تكون مشابهة لغالبية الخلايا الجسمية لأنها تحتوي على نسختين من الجينوم أي ضعف مجموعة الكروموسومات . مجموعة واحدة من الكروموسومات من نواة البويضة والمجموعة الثانية من نواة الحيمن.
تتكون بداية الخليقة الأولي للإنسان من خلية أنثوية وخلية أخرى ذكرية ففي الخلية الأولي الأنثوية وهي البويضة والتي تكون المستقر الأخير والهدف الأسمى لتلك الخلية الاتحاد مع الحيمن من الذكرا والذي يتكون مع رأس وعنق وذيل.
تتحد نواة البويضة التي تحتوي 22 كروموسوما Chromosomes بالإضافة إلى الكروموسوم الجنسي X مع نواة الحيوان المنوي الذي يحتوي على نفس العدد من الكروموسوم بالإضافة إلى الكروموسوم الجنسي والذي قد يكون X أو Y وبذلك تتكون خلية جديدة تسمى «الزيجوت» تحتوي على 22 زوجاً من الكروموسوم بالإضافة إلى زوج من الكروموسوم الجنسية التي قد تكون XX لتكوين جنين أنثي أو XY لتكوين جنين ذكر وبذلك يحمل الجنين الجديد صفات وراثية من الأم وكذلك من الأب . 	

## التطور المعرفي
بدأت معرفتنا بتأثير فترة ما قبل الولادة على التطور النفسي العصبي مع دراسة عن المجاعة الهولندية، والتي قامت بدراسة التطور المعرفي للأفراد الذين وُلدوا بعد المجاعة الهولندية في عامي 1944 و1945. قامت الدراسات الأولى بالتركيز على الآثار المترتبة على المجاعة من ناحية التطور المعرفي بما في ذلك انتشار التخلف العقلي، وقد وجدت أنه لا توجد علاقة بين المجاعة في مرحلة ما قبل الولادة والتطور المعرفي، ولكن هناك دراسات لاحقة وجدت علاقة بينها وبين زيادة خطر الإصابة بالفصام واضطراب الشخصية المعادية للمجتمع والاضطرابات العاطفية.

هناك بعض الأدلة أن اكتساب اللغة يبدأ قبل الولادة، فبعد 26 أسبوعًا من الحمل يكتمل تكوين الجهاز السمعي تمامًا، و تكون معظم الأصوات ذات التردد المنخفض –أقل من 300 هرتز- قادرة على الوصول إلى أذن الجنين، وهذه الترددات المنخفضة تتضمن النغمة والإيقاع والمعلومات الصوتية المتعلقة باللغة. وقد وضحت الدراسات أن الأجنة تستطيع تمييز الأصوات المختلفة والتفاعل معها. وهناك تدعيم لهذه الدراسات من حقيقة أن الأطفال حديثي الولادة يظهرون تفضيل لصوت والدتهم، ويظهر سلوكهم تمييزًا للقصص التي سمعوها فقط أثناء الحمل، وقد أظهرت دراسة حديثة باستخدام تخطيط أمواج الدماغ نشاطًا مختلفًا في مخ الأطفال حديثي الولادة عندما يسمعون لغتهم الأم مقارنة بنظيره عند سماعهم لغة أجنبية. 

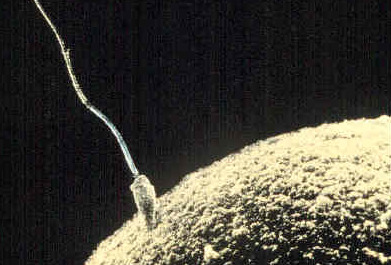
حيوان منوي يخصب بويضة

## الفترة ما قبل الجنينية

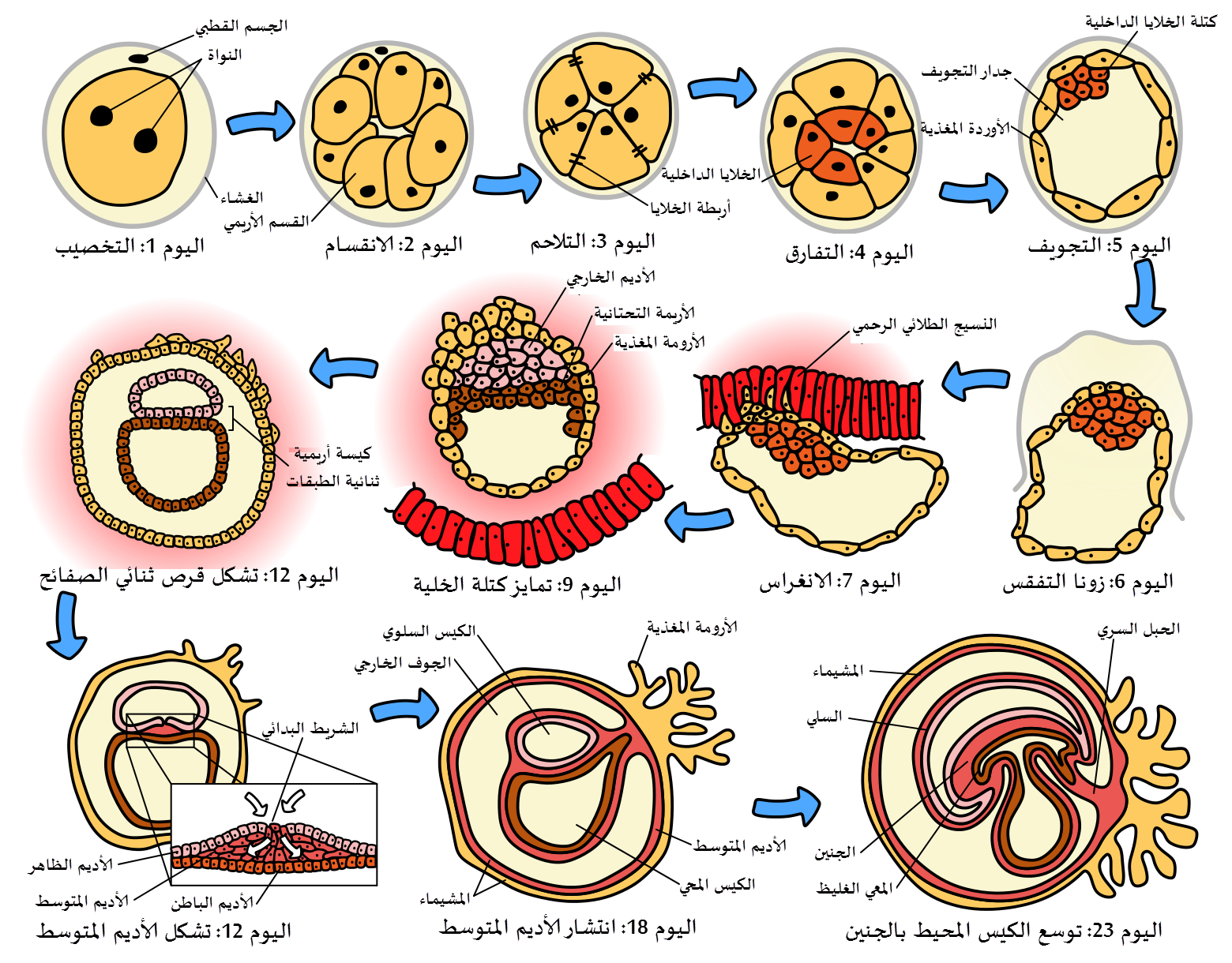
المراحل الداخلية لتطور الجنين

الحيوانات المنوية تفرز فيما يعرف بالسائل المنوي الذي يحتوي على الحيوانات المنوية والسائل حولها يحتوي على ما يحتاجه هذا الحيوان المنوي من غذاء خلال رحلته الطويلة داخل رحم المرأة حتي يصل إلى قناة المبيض حيث يتم التلقيح.
وهذا السائل هو سائل هلامي المظهر تتراوح كميته بين 3 – 5 سم3 أي ما يملأ ملعقة صغيرة تحتوي على أكثر من 60 – 120 مليون حيوان منوي.
ان الحيوان المنوي ضعيف لدرجة أن ذرة من الغبار قد تعوقه عن المسير وتوقفه – للحظة – إلا أنه يعاود الحركة من جديد في اتجاه آخر وبالنظر تحت مجهر ( ميكروسكوب ) نستطيع أن نعرف أن النقطة الواحدة من السائل المنوي تكون أشبه بمجتمع تدب فيه الحياة ذهاباً وإياباً غير عادي لهذه الحيوانات المنوية المعلقة في سائل أكثر تناسقاً تفرزه غدة البروستاتا وهذا السائل يساعد الحيوان المنوي على أن يحتفظ بقدرته على الإخصاب ما يقرب من 36 ساعة داخل الجهاز الأنثوي .
كي يحدث الإخصاب لابد أن يكون خلال الــ 36 ساعة الأولي والتي تعقب المعاشرة ويتكون الحيوان المنوي من رأس قطرها حوالي 3 : 6 ميكرون ويحتوي على النواة وعنق قصير جداً يتصل به ذيل أطول من الرأس حوالي عشرات مرات تقريباً ومهمة هذا الذيل هي ( الدفة ) أو المروحة التي تتحرك يميناً ويساراً وتدفع هذا الحيوان المنوي إلى الأمام حيث يسير في خط متعرج لكنه تجاه المبيض المنشودة .
وحيوان واحد فقط من هذا العدد الهائل «60 – 120 مليون» هو الذي لديه القدرة على تلقيح البويضة الأنثوية بعد أن يتساقط الحيوان تلو الآحر في خلال المسيرة داخل مهبل ورحم المرأة حتي يتم التلقيح وكل من هذه الحيوانات المنوية له وظيفة في أن يذيب السائل المخاطي الموجود داخل الرحم ويأتي الذي يليه ليذيب جزءاً آخر وهكذا يفتح الطريق بالكامل إلى قناة المبيض حتى يصل ذلك الحيوان المنوي المحظوظ الذي يحقق الغاية وهي تلقيح البويضة. 	

### التغييرات بحسب أسابيع الحمل

#### العمر الحملي مقابل العمر الجنيني
العمر الحملي هو الوقت الذي مر منذ بداية آخر حيض، والذي يكون عادة أسبوعين قبل بدء الإخصاب، أما العمر الجنيني فهو يقيس العمر الفعلي للجنين منذ لحظة الإخصاب. وفي حالات التلقيح الصناعي تكون الأم على علم تماماً بلحظة الإخصاب، وبالتالي يحسب لحملها بالعمر الجنيني وليس الحملي، خاصة في الفترة الأولى من الحمل، على كل فإن الفترة ما بين آخر حيض والإخصاب قد تتجاوز فترة الأسبوعين بعدة أيام.
وبالتالي فإن الأسبوع الأول من العمر الجنيني يكون عادة هو الأسبوع الثالث من العمر الحملي.

#### الأسبوع 1-2
العمر الحملي: 0 أسبوع، 0يوم، حتى الأسبوع 1 و6 أيام، من 1- 18 يوم منذ آخر حيض
العمر الجنيني: -2 إلى -1 أسبوع، (الأسبوع 1-2 من العمر الحملي هو إستقراء نظري للعمر الجنيني، حيث أن الإخصاب لم يحدث بعد)

#### الأسبوع 3
العمر الحملي: أسبوعان و6 أيام
العمر الجنيني: 0 أسبوع
- تخصيب البويضة لتكون كائن حي جديد، وهي البويضة الملقحة Zygote (يوم من الإخصاب)
- تمر البويضة الملقحة بمراحل الإنقسام الخلوي الفتيلي لكنها لا تزيد في الحجم، ثم يبدأ تكون تجويف مشكلاً مرحلة كيسة الجرثومة أو الكيسة الأريمية Blastocyst (اليوم 1.5 إلى اليوم الثالث من الإخصاب)
- تحوي الأرومة حافة رفيعة من خلايا الأرومة الغاذية (Trophoblast)، وكتلة من الخلايا في جانب واحد تعرف بالقطب الجنيني والتي تحوي الخلايا الجذعية الجنينية
- ينفقس الجنين من قشرته البروتينية (المنطقة الشفافة)، ويتمم عملية الانغراس في بطانة الرحم (اليوم 5، 6 من الإخصاب)
- لو انقسم الجنين إلى توأم عادةً يحدث ذلك قبل اليوم الخامس

#### الأسبوع 4
العمر الحملي: 3 أسابيع وحتى 3 أسابيع و6 أيام
العمر الجنيني: أسبوع 
- تتكاثر خلايا الأرومة المغذية وتغزو بطانة الرحم بشكل أعمق، وستشكل في النهاية المشيمة والأغشية الجنينية، ويكتمل انغراس الجنين في بطانة الرحم في اليوم 7 إلى 12 من الإخصاب
- تتسطح الخلايا الجنينية إلى قرص ثنائي الطبقات
- تكوين الكيس المحي
- ينمو الشريط البدئي
- تبدأ زعافات مشيمية جذعية Chorionic villi في الظهور (اليوم 13 من الإخصاب)
- إذا حدث انقسام التوائم بعد اليوم التاسع من الإخصاب، فإن ذلك قد يكون نذير بالتصاقهما.

#### الأسبوع 5
العمر الحملي: 4 أسابيع: 4 أسابيع و6 أيام
العمر الجنيني: أسبوعان
- يتشكل الحبل الظهري في وسط القرص الجنيني (في اليوم السادس عشر من الإخصاب)
- تبدأ المعيدة في التكون (اليوم السادس عشر من الإخصاب)
- يبدأ الأخدود الظهري في التكون (سيكون فيما بعد الحبل الشوكي) فوق الحبل الظهري، ويبدأ نتوء المخ في الظهور من إحدى الجهات. (اليوم الثامن عشر من الإخصاب)
- بداية تكون الفصوص Somites ( والتي ستشكل فيما بعد فقرات العمود الفقري (اليوم العشرون من الإخصاب)
- تبدأ حويصلة أو قناة قلبية في التكون، وتبدأ الأوعية الدموية في التشكل داخل القرص الجنيني (اليوم العشرون من الإخصاب)

#### الأسبوع 6

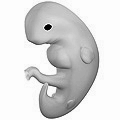
جنين عمره 6 أسابيع بعد الإخصاب، الطول من الرأس للعجز 0.5 سم

العمر الحملي: 5 أسابيع: 5 أسابيع و6 أيام
العمر الجنيني: 3 أسابيع
- يصل طول الجنين إلى 4 مللي، ويبدأ في الانحناء على شكل حرف c
- ينتأ القلب وينمو أكثر ويبدأ في الخفقان بمعدل منتظم، ويتكون الحاجز الأول (بالإنجليزية: Septum primum)‏
- تبدأ أخاديد الأقواس الخيشومية في الظهور، والتي ستشكل الوجه والعنق فيما بعد
- تكتمل القناة الظهرية Neural tube
- تبدأ الأذن في النمو
- يظهر الذيل وبراعم الأيدي
- بدايات ظهور المنشم الرئوي أولى صفات للرئة
- بدايات ظهور للكبد
- بدايات ظهور للفم
- بدايات ظهور للمرارة والبنكرياس
- يبدأ مسار البول ينفصل عن مسار المستقيم
- يظهر الطحال
- يظهر برعم الحالب

#### الأسبوع 7

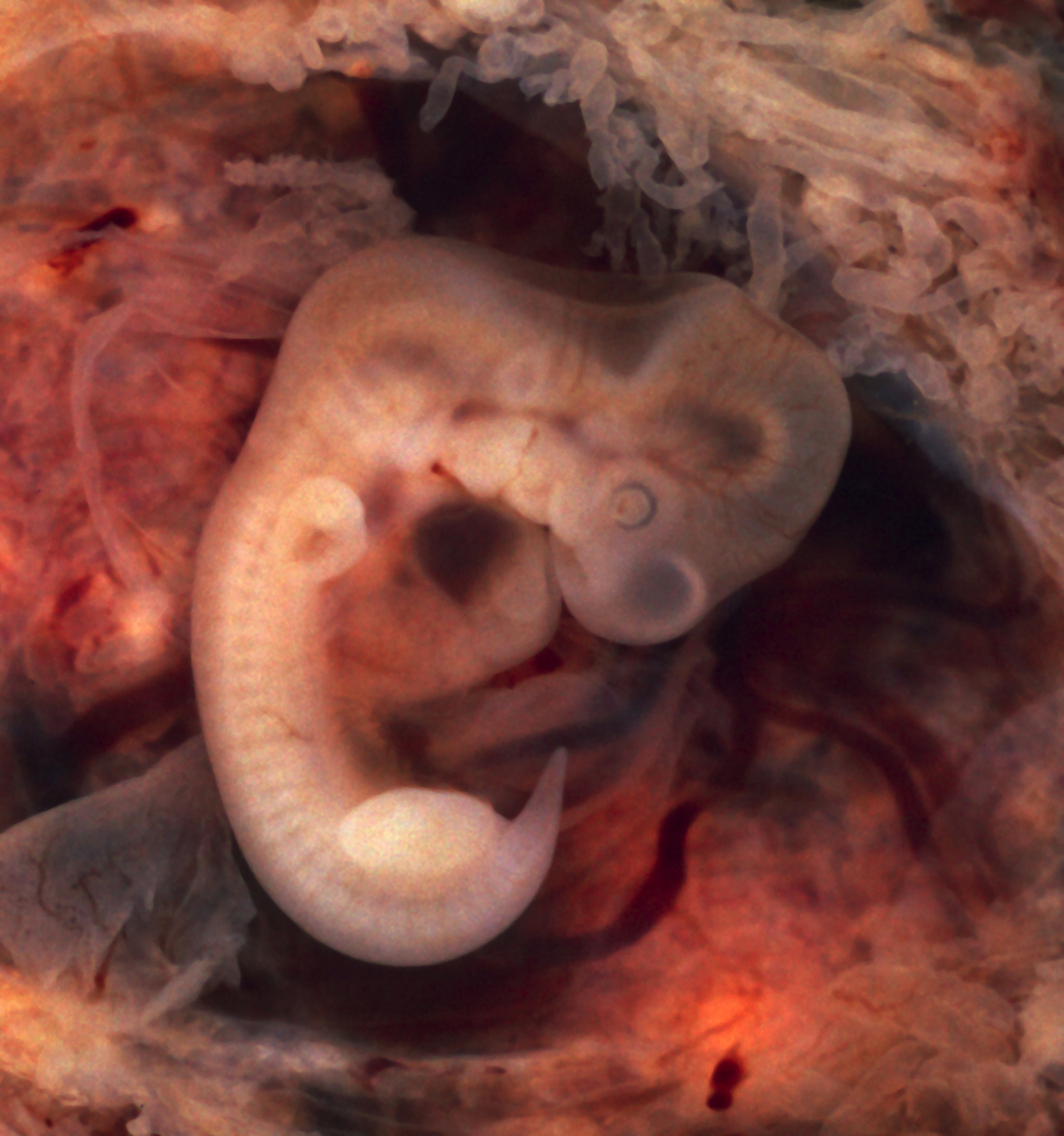
جنين طوله 10مل، من حمل منتبذ، ما زال في قناة البويضات، عمره 4 أسابيع منذ الإخصاب

العمر الحملي: 6 أسابيع: 6 أسابيع و6 أيام
العمر الجنيني: 4 أسابيع
- يبلغ طول الجنين 9 مللي
- تبدأ أجزاء العين في التكون
- تبدأ الحفر الخيشومية (فتحتي الأنف) في التشكل
- يبدأ المخ في الانقسام إلى 5 حويصلات

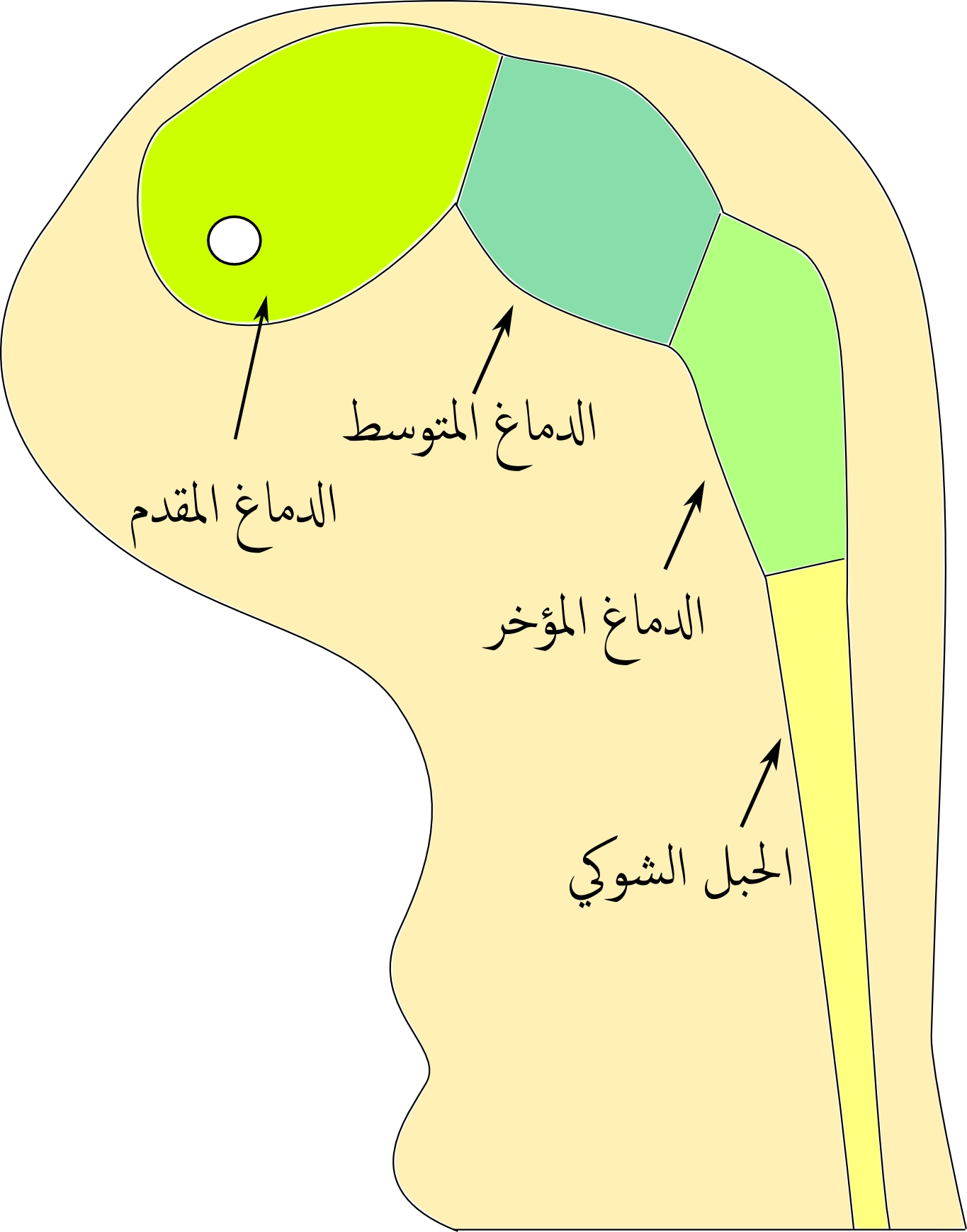
تطور دماغ الجنين في الأسبوع الرابع

- تبدأ براعم الأرجل في الظهور، ويبدأ الكف في التشكل على هيئة مجاديف مسطحة
- يبدأ نوع من الدم البدائي في الجريان في أوعية بدائية تربط الكيس المحي بالأغشية المشيمية
- تبدأ الكلية في النماء
- تبدأ المعدة في الظهور

#### الأسبوع 8

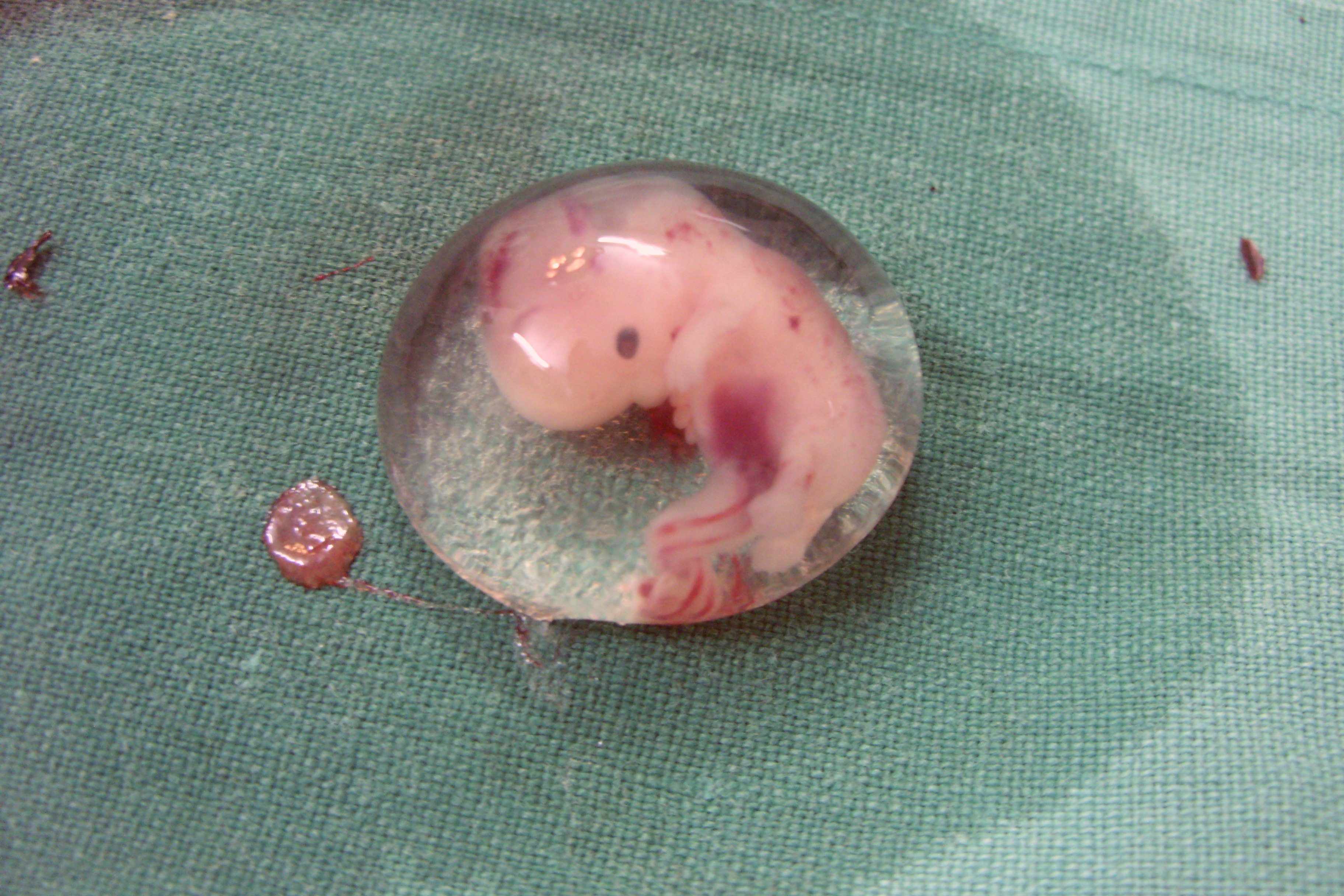
جنين عمره 6 أسابيع جنينية أو 8 أسابيع حملية

العمر الحملي: 7 أسابيع- 7 أسابيع و6 أيام
العمر الجنيني: 5 أسابيع
- يبلغ طول الجنين 13 مللي
- تبدأ الرئتين في التشكل
- يستمر المخ في التشكل
- تستطيل الأيدي والأرجل مع ظهور لأصابع اليد والقدمين
- تبدأ الغدد التناسلية في الظهور
- يبدأ الجهاز الليمفاوي في التطور
- بداية تطور الأعضاء التناسلية الخارجية

#### الأسبوع 9

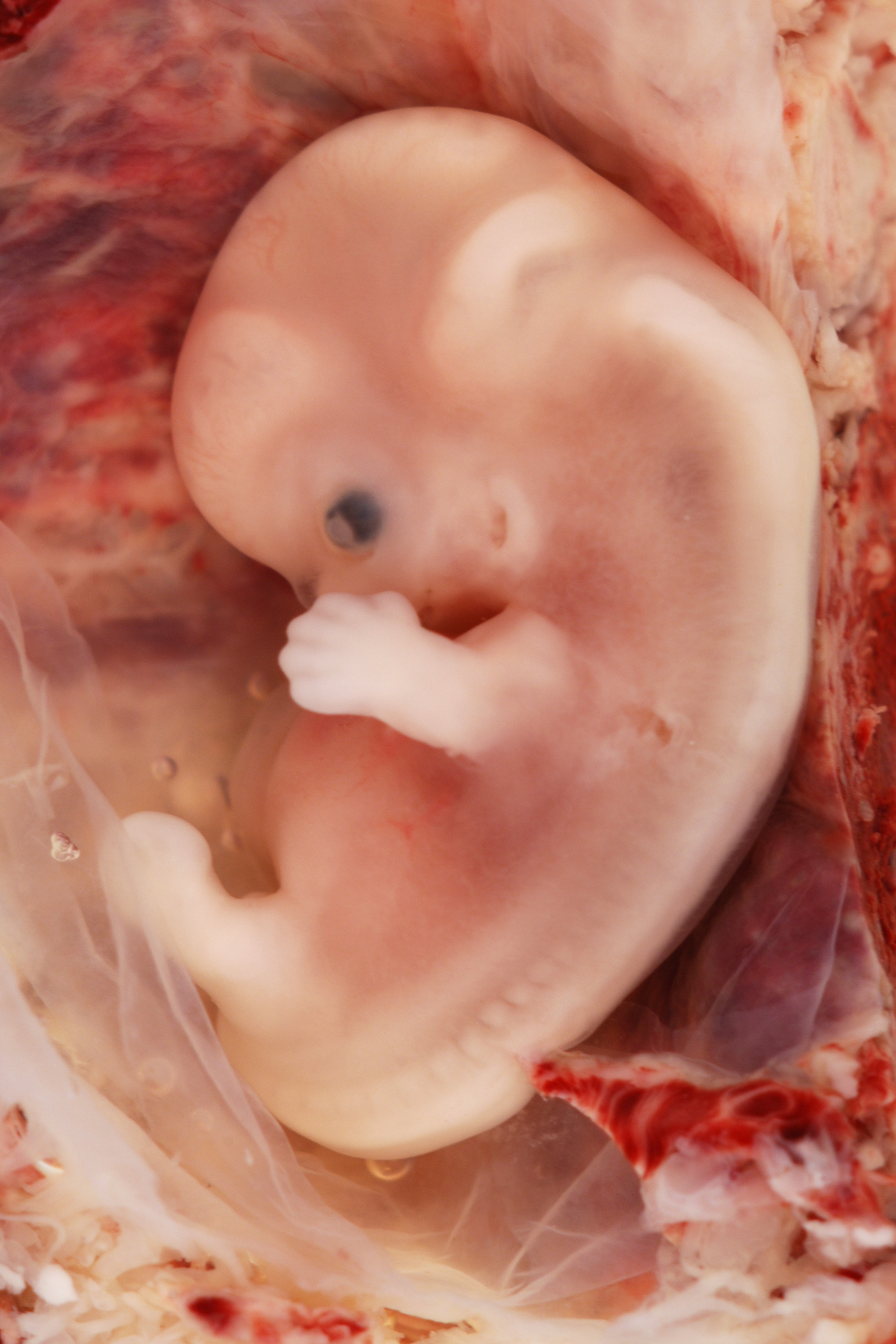
جنين من حمل منتبذ أيضاً، من قناة فالوب، عمره الحملي 9 أسابيع

العمر الحملي: 8 أسابيع إلى 8 أسابيع و6 أيام
العمر الجنيني: 6 أسابيع
- يبلغ طول الجنين 18 مللي
- تبدأ الحلمات و بصيلات الشعر في التكون
- يصبح مكان المرفق وأصابع القدم واضح
- يمكن تحسس أولى حركات الأطراف عن طريق السونار
- كل الأعضاء الأساسية تم تشكلها
- يتم انغلاق القناة المحية بشكل طبيعي

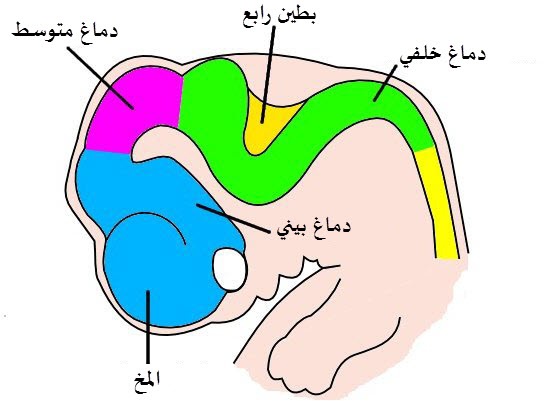
دماغ جنين في الأسبوع السادس

## الفترة الجنينية
تبدأ الفترة الجنينية عند نهاية الأسبوع العاشر الحملي (الأسبوع الثامن من الإخصاب).

### التغييرات حسب العضو
كل عضو له نماؤه الخاص به
- نماء الجهاز الدوري
- نماء القلب
- نماء الجهاز الهضمي
- نماء الأسنان
- نماء جهاز الغدد الصماء
- نماء الجهاز اللحافي
- نماء الجهاز اللمفي
- نماء الجهاز العضلي
- نماء الجهاز العصبي
- نماء الجهاز البولي والتناسلي
- نماء الجهاز التناسلي
- نماء الغدد التناسلية
- نماء الجهاز التنفسي

### التغييرات حسب أسابيع الحمل

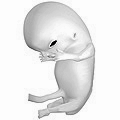
جنين عمره 8 أسابيع بعد الإخصاب

يصبح الجنين منذ الأسبوع الثامن وحتى الولادة أقل عرضة للخطر من المؤثرات الخارجية مقارنة بالمرحلة ما قبل الجنينية، أما تعرضه للسموم فيسبب هذا عادة اضطراب في الوظائف أو تشوهات، وبشكل عام فإن كل الأجهزة الأساسية تم تشكيلها لكنها تستأنف نموها في هذه المرحلة.

#### الأسبوع 10-12
العمر الحملي: 9 أسابيع وحتى 11 أسبوع و6 أيام
العمر الجنيني: 7 إلى 9 أسابيع
- يبلغ طول الجنين من 30: 80 مللي
- تندمج البراعم البنكرياسية الظهرية والبطنية معاً
- تعدل الأمعاء من وضعها
- تستمر ملامح الوجه في التشكل
- تتشكل جفون العين
- تبدأ ملامح الأذن الخارجية في أخذ شكلها النهائي
- يشكل حجم الرأس تقريباً نصف حجم الجنين
- تنغلق جفون العين ولن تفتح حتى الأسبوع الثامن والعشرون
- تبدأ براعم الأسنان في التشكل والتي ستكون فيما بعد الأسنان اللبنية
- الأطراف الآن طويلة ورفيعة
- يستطيع الطفل الآن أن يكون قبضة بيده
- يبدأ الكبد في تكوين خلايا الدم الحمراء

#### الأسبوع 13- 16

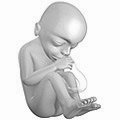
جنين عمره 18 أسبوع من الإخصاب

العمر الحملي: 12 أسبوع إلى 15 أسبوع و6 أيام
العمر الجنيني: 10 إلى 13 أسبوع
- شعر خفيف Lanugo ينمو على الرأس
- جلد الجنين شفاف
- مزيد من العضلات والعظام يستمر في النمو، والعظام تقوى أكثر
- يبدأ الجنين في التحرك
- يبدأ الجنين في عمل حركات مص بالفم
- يبدأ أول براز (عقي) يتكون في الجهاز الهضمي
- يبدأ الكبد والبنكرياس في إفراز سوائل
- منذ الأسبوع الثالث عشر يكون تحديد نوع الجنين عن طريق السونار 100 % دقيق
- في الأسبوع الخامس عشر يكون اكتمل نمو الأعضاء التناسلية الخارجية

#### الأسبوع 19
العمر الحملي: 18 أسبوع
العمر الجنيني: 16 أسبوع
- يبلغ طول الجنين 20 سم
- يغطي شعر اللانجو الجسم كله
- تظهر حواجب ورموش العين
- تظهر الأظافر في الأيدي والقدمين
- يصبح الجنين أكثر نشاطاً بسبب النمو المتزايد للعضلات
- تبدأ ركلات الجنين تحدث وتحس بها الأم ومن حولها
- يمكن سماع نبضات قلب الجنين عن طريق السماعة الطبية

#### الأسبوع 23
العمر الحملي: 22 أسبوع
العمر الجنيني: 20 أسبوع
- يبلغ طول الجنين 28 سم
- يزن الجنين 925 جم
- أصبحت حواجب ورموش العين أكثر تهذيباً
- تكونت كل مكونات العين
- يأتي الجنين بحركات يد لا إرادية
- تستمر بصمات اليد والقدم في التشكل
- تتشكل الحويصلات الهوائية (سنخ رئوي) في الرئتين

#### الأسبوع 27
العمر الحملي: 26 أسبوع
العمر الجنيني: 24 أسبوع
- يبلغ طول الجنين 38 سم
- يزن الجنين 1.2 كجم
- يتطور نمو المخ بسرعة
- ينمو الجهاز العصبي بما يكفي أن يتحكم الآن في بعض وظائف الجسم والله أعلم.
- جفون العين تفتح وتنغلق الآن
- تبدأ قوقعة الأذن في التشكل، رغم أن الميالين في الجزء العصبي من الجهاز السمعي سيظل ينمو حتى الأسبوع الثامن عشر بعد الميلاد
- رغم أن الجهاز التنفسي لم ينضج بعد إلا أنه تطور بما يكفي أن يبدأ في تبادل الغازات

#### الأسبوع 31
العمر الحملي: 30 أسبوع
العمر الجنيني: 28 أسبوع
- يبلغ طول الجنين من 38 إلى 43 سم
- يزن الجنين 1.5 كجم
- تتزايد نسبة الدهون في جسم الجنين
- يحدث تنفس منتظم رغم أن الرئتين لم يصلا لمرحلة النضج بعد
- تتشكل وصلات الدماغ بالمهاد والتي تتوسط المدخلات الحسية
- اكتمل نمو العظام رغم أنها ما زالت لينة وناعمة
- يبدأ الجنين في تخزين الكالسيوم والفسفور والحديد

#### الأسبوع 35
العمر الحملي: 34 أسبوع
العمر الجنيني: 32 أسبوع
- يبلغ طول الجنين من 40 إلى 48 سم
- يزن الجنين من 2.5 كجم إلى 3 كجم
- يبدأ شعر اللانجو في الاختفاء
- دهون الجسم تزيد

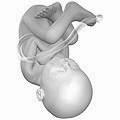
جنين عمره 38 أسبوع من الإخصاب

- تصل أظافر الأصابع إلى أطراف الأصابع
- الجنين الذي يولد في الأسبوع 36 له فرصة طيبة للعيش، لكنه يحتاج لتدخل طبي

#### الأسبوع 36- 40
العمر الحملي: 35 أسبوع إلى 39 أسبوع و6 أيام
العمر الجنيني: 33 أسبوع إلى 37 أسبوع
- يكون نمو الجنين قد اكتمل تماماً بنهاية الأسبوع 39 من العمر الحملي
- يتراوح طول الجنين من 48 سم إلى 53 سم
- يختفي شعر اللانجو ماعدا من الذراعين والأكتاف
- تعدى طول أظافر الأيدي أطراف الأصابع ويحتاج للقص بعد الولادة وإلا سيجرح الطفل نفسه
- تظهر براعم صدر في كلا الجنسين
- شعر الرأس الآن ثقيل

يستمر النماء بعد الولادة

## معدل النمو

### العناصر المؤثرة في معدل النمو
الفقر
عمر الأم
تناول المخدرات
تناول الكحوليات
التدخين والنيكوتين
الأمراض
تغذية الأم وصحتها البدنية
اكتئاب الأم قبل الولادة
السموم البيئية
الوزن المنخفض عند الميلاد